# 尾家産業
尾家産業株式会社（おいえさんぎょう、Oie Sangyo Co., Ltd.）は大手業務用食料品商社。

## 沿革
- 1947年（昭和22年） - 大阪市北区曽根崎に尾家商店として創業。
- 1959年（昭和34年） - 本社を大阪市北区富田町へ移転。
- 1961年（昭和36年） - 資本金500万円をもって株式会社尾家商店として株式組織にする。
- 1968年（昭和43年） - 本社を大阪市大淀区豊崎（現：北区豊崎）に新築移転し、社名を尾家産業株式会社に改称。資本金3,500万円に増資する。
- 1995年（平成7年）   - 大阪証券取引所市場第二部上場。
- 2000年（平成12年） - 東京証券取引所市場第二部上場。
- 2004年（平成16年） - 東京 ・大阪証券取引所市場第一部指定。
- 2017年（平成29年） - 創業70周年を迎える。